# Arno Senfft

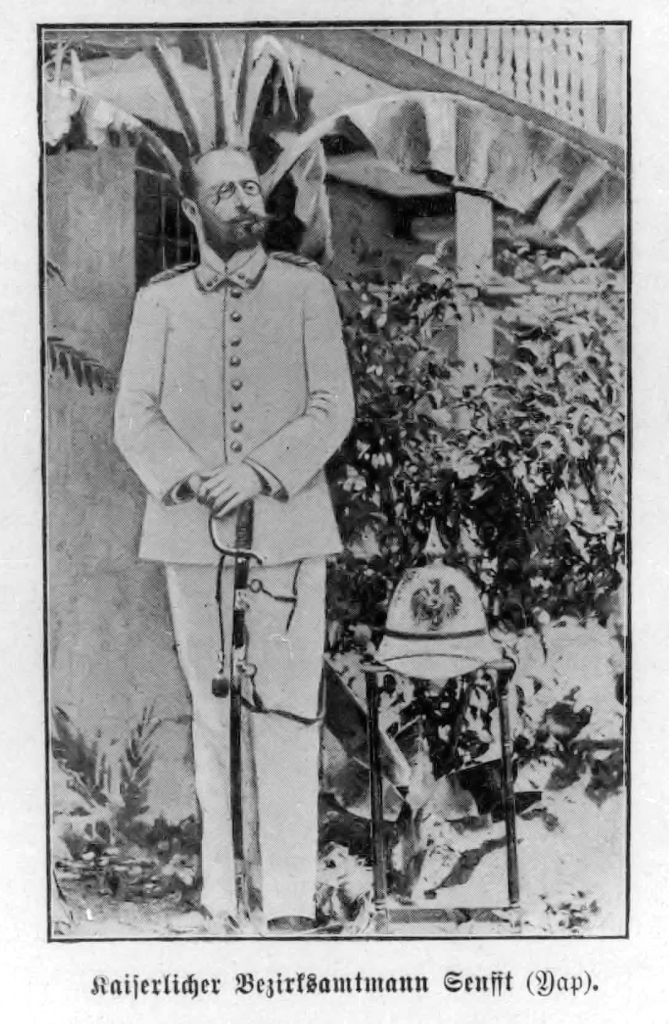
1899, Arno Senfft, Kaiserlicher Bezirksamtmann

Arno Senfft (* 28. März 1864 in Weimar; † 14. Februar 1909 in Hongkong) war zu Beginn des 20. Jahrhunderts Kaiserlicher Bezirksamtmann der Westkarolinen, Palauinseln und Marianen.

## Leben
Arno Senfft kam am 28. März 1864 in Weimar als Sohn des Schriftsetzers Friedrich Saphir Eggert Senfft und seiner 2. Frau Friederike Maria Helene geborene Poppey auf die Welt. Senfft war mit Rosalie geborene Wachtel aus Berlin verheiratet.
Seit 1891 gehörte Arno Senfft der Neuguinea-Kompagnie an, einer 1882 in Berlin gegründeten Gesellschaft mit dem Ziel, Kolonialbesitz in der Südsee zu erwerben.
Von 1895 bis 1900 war Senfft Mitglied der Jaluit-Gesellschaft, einer Deutschen Handelsgesellschaft für die Marshall- und Gilbertinseln sowie für die Karolinen.
Nach dem Spanisch-Amerikanischen Krieg erzwang das Deutsche Reich mittels des Deutsch-Spanischen Vertrags von 1899, unter anderem die Karolinen von Spanien gegen eine Entschädigung zu erhalten. So wurde Senfft 1899 zum Hissen der Reichsflagge auf die Insel Yap, dem Bezirksamt der Westkarolinen, bestellt. Am 3. November 1899 fand dort die Übergabe Yaps von Spanien an das Deutsche Kaiserreich statt, der auch die Mannschaft der Jaguar beiwohnte.
Am 6. März 1901 nahm Senfft gemeinsam mit dem Gouverneur von Deutsch-Neuguinea, Rudolf von Bennigsen, die Insel Sonsorol in Besitz. Einen Tag später folgten die Inseln Merir und Pulo Anna. Am 12. April des Jahres wurden die Inseln Tobi und Helen-Riff von Senfft für das Deutsche Reich in Besitz genommen.
Im Folgenden hatte Arno Senfft von 1901 bis 1909 für die deutsche Verwaltung Mikronesiens seinen Amtssitz als Bezirksamtmann auf Yap, wobei er 1902 Heimaturlaub hatte. 1906 wurde Georg Fritz, bis dahin Bezirksamtmann der Marianen, als Vertreter des vorübergehend in Deutschland befindlichen Arno Senfft auf die Insel Yap versetzt. Im Oktober 1909 übernahm Georg Fritz das Amt des Bezirksamtmannes auf der Insel Yap.
Am 14. Februar 1909 starb Arno Senfft auf einer Heimreise in Hongkong an Magenkrebs. Seine Witwe Rosalie Senfft lebte noch bis 1939 in der Goßlerstraße 6 in Berlin-Friedenau. Nach Deportation durch die Nationalsozialisten wurde sie am 16. November 1942 im Alter von 77 Jahren im Getto Theresienstadt ermordet. Vor ihrem Haus in Berlin-Friedenau wurde am 18. Juli 2025 in Gedenken ein Stolperstein verlegt.

## Auszeichnungen
- Hausorden der Wachsamkeit des Großherzogtums Sachsen-Weimar-Eisenach[1]
- 1901: Roter Adlerorden IV. Klasse.[4]
- 1902: Ritterkreuz des Ordens der Württembergischen Krone[4]
- 1902: Ritterkreuz des Ordens Karls III.[4]